# 김강현
김강현(1977년 4월 3일 ~ )은 대한민국의 배우이다.

## 학력
- 동아방송대학 연극영화과 졸업

## 출연 작품

### 드라마
- 《황금의 제국》 (2013년, SBS) ... 나춘호 역
- 《실업급여 로맨스》 (2013년, E채널) ... 엄효상 역
- 《별에서 온 그대》 (2013년, SBS) ... 윤범 역
- 《응급남녀》 (2014년, tvN) ... 환자 역 (특별출연)
- 《아홉수 소년》 (2014년, tvN) ... 영훈 역
- 《너희들은 포위됐다》 (2014년, SBS) ... 스토커 역 (특별출연)
- 《비밀의 문》 (2014년, SBS) ... 장내관 역
- 《내일을 향해 뛰어라》 (2015년, SBS)
- 《두번째 스무살》 (2015년, tvN) ... 동철 역
- 《귀신 보는 형사 처용 2》 (2015년, OCN) ... 백승찬의 후배 기자 역
- 《라이더스: 내일을 잡아라》 (2015년, E채널 & 드라마큐브)
- 《시크릿 메시지》 (2015년, 네이버 TV) ... 성준 역
- 《닥터스》 (2016년, SBS) ... 강경준 역
- 《신데렐라와 네명의 기사》 (2016년, tvN) ... 강서우의 매니저 역
- 《불야성》 (2016년, MBC) ... 손마리의 전 남자친구 역 (특별출연)
- 《푸른 바다의 전설》 (2016년, SBS) ... 포졸 / 경찰 역
- 《마음의 소리》 (2016년, KBS2) ... 담당자 역
- 《김과장》 (2017년, KBS2) ... 이재준 역
- 《이웃의 수정씨》 (2017년, 네이버TV) ... 수정 친구 역 (특별출연)
- 《조작》 (2017년, SBS) ... 이용식 역
- 《KBS 드라마 스페셜 - 우리가 못자는 이유》 (2017년, KBS2) ... 김석훈 역
- 《그냥 사랑하는 사이》 (2017년, JTBC) ... 상만 역
- 《으라차차 와이키키》 (2018년, JTBC) ... 희동의 아버지 역 (특별출연)
- 《친애하는 판사님께》 (2018년, SBS) ... 조복수 역
- 《사의 찬미》 (2018년, SBS) ... 이서구 역
- 《달리는 조사관》 (2019년, OCN)
- 《너 미워! 줄리엣》 (2019년, 옥수수) ... 박성수 역
- 《18 어게인》 (2020년, JTBC) ... 고덕진 역
- 《시네마틱드라마 SF8》 (2020년, MBC) ... 고참 경찰 역 (특별출연)
- 《구경이》 (2021년, JTBC) ... 김민규 역
- 《스폰서》 (2022년, iHQ) ... 김강현 역
- 《커튼콜》 (2022년, KBS2) ... 기자 역

### 영화
- 《핸드폰》 (2009년) ... 룸살롱 기자 1 역
- 《김종욱 찾기》 (2010년) ... 세트팀원 역
- 《싸고 좋은 집》 (2010년)
- 《헤드》 (2011년) ... 편집 기사 역
- 《가시》 (2012년) ... 영석 역
- 《연애의 온도》 (2013년) ... 박계장 역
- 《마이 라띠마》 (2013년) ... 취업알선 브로커 2 역
- 《관상》 (2013년) ... 용의자 3 역
- 《끝까지 간다》 (2014년) ... 영철 역
- 《제보자》 (2014년) ... 이도형 역
- 《슬로우 비디오》 (2014년) ... 상만 역
- 《나의 독재자》 (2014년) ... 중국집 배달원 역
- 《꿈보다 해몽》 (2015년) ... 신우연 역
- 《어떻게 헤어질까》 (2016년)
- 《형》 (2016년) ... 대창 역
- 《청년경찰》 (2017년) ... 강남경찰서 김 팀장 역
- 《부라더》 (2017년) ... 한지 역 (우정출연)
- 《게스트하우스》 (2018년) ... 강현 역
- 《레슬러》 (2018년) ... 돌싱 역
- 《존재증명》 (2018년)
- 《극한직업》 (2019년) ... 허 피디 역
- 《돈》 (2019년) ... 김강현 역
- 《재혼의 기술》 (2019년) ... 현수 역
- 《엑시트》 (2019년) ... 기백 역 (특별출연)
- 《소리꾼》 (2020년) ... 도씨 (도거명) 역
- 《어른들은 몰라요》 (2021년) ... 부동산업자 역 (특별출연)
- 《썰》 (2021년) ... 이빨 역
- 《안나푸르나》 (2023년) ... 강현 역
- 《귀신들》 (2025년) ... 영매 역

### 연극
- 2018년 《임대아파트》
- 2015년 《도둑 맞은 책》
- 2014년 《괜찮냐》
- 2009년 《삼겹살 먹을만한 이야기》
- 2007년 《임대아파트》
- 2005년 《춘천 거기》
- 2000년 《총각파티》

### 예능
- 2016년 MBC MUSIC 《비디오스타》
- 2015년 JTBC 《엄마가 보고있다》
- 2014년 MBC 《황금어장 라디오스타》